# Farní sbor Českobratrské církve evangelické v Třebechovicích pod Orebem
Farní sbor Českobratrské církve evangelické, seniorát královéhradecký.

## Historie sboru

### Vznik
Třebechovický sbor byl původně kazatelskou stanicí sboru H. V. v Klášteře nad Dědinou. Osamostatnil se roku 1871. Při sjednocení církve už měl vlastní kostel postavený na náměstí za prvního faráře Ivana D. M. Fleischera (1872–1894), a farou, zařízenou v sousedním domě roku 1911 za působení druhého faráře Josefa Čapka (1894–1939, v letech 1922–1934 senior královéhradeckého seniorátu). Odtud byla zahájena misie soustředěná na biblickou výchovu.
Přestupovým hnutím nebyl sbor příliš dotčen, byl budován spíš dovnitř a od členů se žádala kázeň.
Za třetího faráře Miroslava Růžičky (1939–1950) se východní diaspora rozrostla přifařením Rychnova nad Kněžnou (1942, od roku 1956 k.s. Kostelce nad Orlicí). Válka znemožnila uskutečnit plány na výstavbu dalších sborových budov.
Úsilí sboru směřovalo k tomu, aby se z tradice vylouplo ryzí jádro, poslušné a věrné evangeliu.

### Kazatelské stanice
Byla založena kazatelská stanice v Týništi nad Orlicí (1912) a započato s bohoslužbami v Borohrádku (až do roku 1952), v Kostelci nad Orlicí (1902, od roku 1921 kazatelská stanice, od roku 1954 samostatný sbor) a Vamberku (1933, od roku 1947 kazatelská stanice Kostelce nad Orlicí, zaniklá 1990).
Kazatelská stanice v Bělči nad Orlicí byla do roku 1956 filiálním sborem. Modlitebnu a sál s bytem pro kostelníka má v bývalé církevní škole. Menší střediska jsou v Blešně a v Jeníkovicích. Ve východní části sboru tvoří 9 obcí kazatelskou stanici Týniště nad Orlicí.

### Další kazatelé sboru
Čtvrtým farářem sboru byl v letech 1950–1958 Jan Miřejovský. Tehdy se vyznačuje život sboru zápasem o překonáni strachu a o vzájemnou důvěru po zkušenostech s udavačstvím. Usiloval též o otevřenější vztahy k lidem mimo sbor. Pro rozhovor v obecenství byla zbudována klubovna s krbem a stylovým nábytkem (1955). Práce v Týništi byla přenesena do vlastního domku u nádraží (1952).
Roku 1958 se pátým farářem sboru stal Miroslav Brož. V letech 1958–1983 se však sbor umenšoval v průměru o 30 členů ročně úmrtími a odstěhováním, výjimečně výstupy. Málo početné a nábožensky smíšené rodiny poznamenaly strukturu sboru a politické tlaky také účast na sborovém životě. Postihy se nevyhnuly členům sboru ani farářské rodině. Obětavost však neklesala. Vyučování náboženství ve školách obnovené kolem roku 1968 postupně končilo, ne však už dříve zavedené hodiny dětí v týdnu ve sborových místnostech v Třebechovicích, Týništi, Bělči a v rodinách v Blešně a Jeníkovicích. Na všech těchto místech se konaly i biblické hodiny; v osmdesátých letech v Blešně a Jeníkovicích ustávají. V té době jsou také konfirmandi sdružováni ze dvou ročníků, nově mají i týdenní soustředění na horách. Mládež jezdí na vodu, někteří také na seniorátní a celocírkevní kursy mládeže a brigády. Ve sboru začalo častější vysluhování Večeře Páně.
Po volbě faráře M. Brože za seniora Královéhradeckého seniorátu 1969–1983 se v Třebechovicích častěji konají seniorátní schůze, porady a různá setkání mládeže i dospělých, pro něž má sbor vhodné prostory, později i prostornou kuchyňku a obětavé sestry. Rámec sboru přesahují pondělní rozhovory „Spolupráce kazatelů a laiků“, konané měsíčně v komunikačně dostupném Týništi nad Orlicí, kam byly přeneseny z Kostelce nad Orlicí.
Miroslava Brože, povolaného roku 1983 za vedoucího tajemníka Ústřední církevní kanceláře v Praze, střídá roku 1984 farář Alois Němec z Kostelce nad Orlicí. Po roce 1989 jsou navázány vztahy s Evangelickým sborem Nanebevztoupení v Drážďanech. Začíná spolupráce pěveckého sboru katolíků a evangelíků, prohlubují se ekumenické a přátelské vztahy při pravidelných koncertních setkáních a turné s chrámovými sbory z Drážďan a Budapešti. Biblické hodiny se konají společně s klášterskými účastníky. V Týništi se scházejí skupinky mládeže posílené ze sousedních sborů. V roce 1993 odchází A. Němec do Moravské Třebové a do sboru je roku 1994 určen seniorátní jáhen Miloš Lapáček, který je roku 1995 ordinován a roku 1996 zvolen za jáhna sboru. Sborové prostory se ještě více otvírají veřejnosti při hudebních a přednáškových shromážděních. Na čas je vydáván sborový zpravodaj Stůl. Na šesti místech sboru se konají shromáždění v domovech důchodců. V roce 1997 se ve sboru ustavuje Klub romských dělí a mládeže a v roce 1998 je založeno místní sdružení YMCA.
Roku 2001 však jáhen Lapáček rezignoval. Jeho nástupcem se stal v roce 2002 farář Filip Čapek, který zde působil až do svého nástupu na ETF UK v roce 2017. Nyní je sbor administrován.

### Laičtí spolupracovníci
Zajištění služeb božích na patnácti místech v dobách administrování sousedních sborů (nejednou 7× za neděli) a koordinace každotýdenní služby dětem na šesti místech si vyžádala spolupráci předčitatelů kázání, farářů na odpočinku Miloslava Klapuše a Jana Dusa a v letech 1978–1980 seniorátní vikářky Věry Pleskotové (Matulové - Bohuslavice nad Metují).

### Kurátoři sboru
Kurátory sboru byli od roku 1918: V. Bahník (1919–1932), J. Vraný (1934–1946), V. Kupka (1946–1951), V. Jarkovský (1951–1952), J. Hájek (1953–1960), V. Polívka (1960–1966), K. Dvořák (1967). V Bělči nad Orlicí: J. Janský (1906–1936), J. Hušek (1936–1946), K. Dvořák (1946–1956) a J. Kadlec (1968–1971). Od roku 1974 byl kurátorem sboru zvolen Karel Kolář (do r. 2003). V Týništi nad Orlicí: O. Malý st. a J. Hroch st., J. Matuška (2003–2009). V letech 2009–2011 vykonávala službu kurátorky sboru s. V. Durnová. Od ledna 2012 je kurátorem sboru M. Kolomazník.

### Sborový život
Mimo služby boží se zde konají biblické hodiny, ve škole je vyučováno náboženství, schází se zde sdružení YMCA, mládež i střední generace. Každý druhý čtvrtek v měsíci jsou zde pořádány hovory nad Biblí. Schází se zde pravidelně Ekumenický pěvecký soubor. Jednou za měsíc se konají služby boží v Charitním domě Zdislava a v DPS.
Sdružení mládeže se scházelo již od roku 1902, biblické hodiny a shromáždění dětí jsou v střediskových obcích také od těch dob. V roce 1922 byly obnoveny varhany, v letech 1930–1933 opravován kostel, ze tří zvonů tehdy pořízených zůstal jeden (Jeroným, dnes na el. pohon).